# Juan Arena de la Mora
Juan Arena de la Mora (Ciudad de México, México, 23 de septiembre de 1943) es un banquero español que desempeñó los cargos de director general, consejero y CEO de Bankinter entre 1985 y 2007. En 2003 fue condecorado por el gobierno español con la Gran Cruz al Mérito Civil y ha ejercido como consejero en múltiples empresas, como Ferrovial, Almirall, Meliá y Grupo Prisa.

## Estudios
Tras terminar sus estudios en el Colegio de Areneros de Madrid, Juan Arena de la Mora se doctoró en Ingeniería Superior Electromagnética en la Escuela Técnica Superior de Ingeniería (ICAI) y obtuvo una licenciatura en Administración y Dirección de Empresas en el Instituto Católico de Administración y Dirección de Empresas (ICADE). También es diplomado en Estudios Tributarios y graduado en Psicología Infantil Evolutiva en el Instituto Americano de Madrid. Más tarde cursaría el Advanced Management Program (APM) de la Escuela de negocios Harvard, donde años más tarde ejercería como profesor. 

## Actividad Profesional
Aunque inició su carrera en INDEIN (Ingeniería y Desarrollo Industrial), fue al incorporarse a Bankinter en 1970 cuando contaba 26 años cuando encontró la senda que le llevó a crecer profesionalmente. Allí ejerció diversas funciones hasta ser nombrado, en 1985 director general. Dos años después entraría en el consejo de administración. En 1993 comenzó su etapa como CEO, periodo en el que «pilotó la transformación de Bankinter, que se convirtió en un banco basado en la tecnología y centrado en los clientes más rentables, principalmente de rentas medias y medias-altas, y con cierta cultura financiera.».
En el año 2000 es nombrado consejero de Ferrovial. En 2002 es nombrado presidente de Bankinter tras la renuncia de Jaime Botín, cargo que desempeñó hasta su jubilación en 2007, año en el que abandonó la compañía. En 2009 es nombrado consejero de Meliá Hotels International y en 2010 de Grupo Prisa, cargos que ostentaría hasta 2021 y 2015, respectivamente.
Destacado componente de la élite financiera del país, ha sido consejero también de Almirall, UBS Bank, Everis y Dinamia, entre otras. Presidió la fundación SERES, de cuyo comité ejecutivo aún forma parte, perteneció al patronato de ESADE y fue consejero asesor de Spencer Stuart, Oaktree Capital Management, Advent Intenational y una larga lista de empresas nacionales e internacionales. 
Arena ha sido miembro del European Advisory Board de la Escuela de negocios Harvard, de la cual había sido alumno, y ha impartido clases en Boston, primero a los alumnos del Master of Business Administration de 2009 y después a los del Advanced Management Program en 2015.

## Vida privada
Juan Arena de la Mora está casado y tiene cuatro hijos.